# Horst-Ludwig Riemer

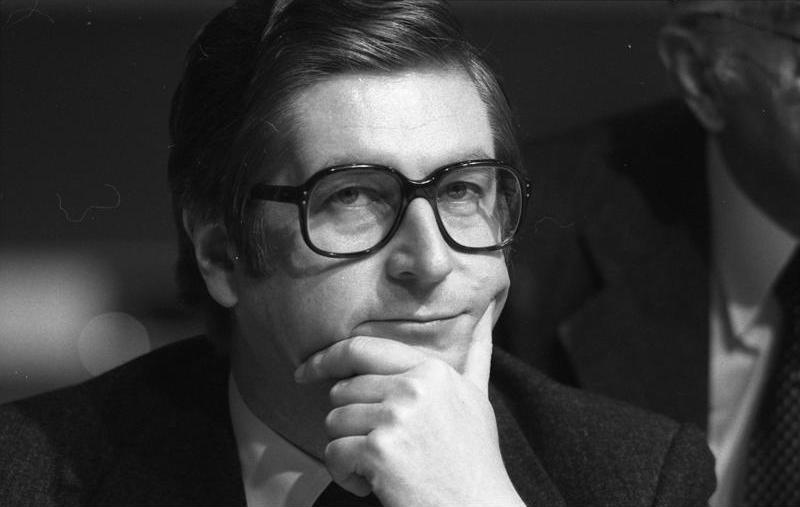
Horst-Ludwig Riemer, 1978

Horst-Ludwig Riemer (* 3. April 1933 in Insterburg; † 2. Oktober 2017 in Monschau) war ein deutscher Politiker (FDP). Er gehörte in drei Kabinetten der Landesregierung von Nordrhein-Westfalen an.

## Leben
Horst-Ludwig Riemer studierte nach dem Abitur 1953 an der Rheinischen Friedrich-Wilhelms-Universität Bonn und der Universität zu Köln Rechts- und Wirtschaftswissenschaften. In Köln schloss er sich dem (vertriebenen) Corps Marcomannia Breslau an. Als Inaktiver wechselte er an die Heinrich-Heine-Universität Düsseldorf. 1960 wurde er in Köln zum Dr. jur. promoviert. Danach war er zunächst von 1963 bis 1966 in der Landesverwaltung und ab 1966 als Rechtsanwalt tätig. Seit 2001 war Riemer Gesellschafter in einer Rechtsanwalts-, Wirtschaftsprüfer- und Steuerberater-Partnerschaftsgesellschaft in Düsseldorf. Horst-Ludwig Riemer war Mitglied des Kuratoriums der Heinz-Kühn-Stiftung. Von 1969 bis 1978 war er Mitglied des Beirats der Friedrich-Naumann-Stiftung. Riemer war verheiratet und wurde Vater von drei Kindern.

### Politik
Horst-Ludwig Riemer gehörte der FDP seit 1952 an. Er wurde 1963 Mitglied des Landesvorstandes Nordrhein-Westfalen und war von 1972 bis 1979 Vorsitzender des Landesverbandes. Von 1972 bis 1981 war er auch Mitglied des Bundesvorstandes der FDP. Dem Landtag von Nordrhein-Westfalen gehörte Riemer von 1965 bis 1980 und von 1985 bis 1995 an. Dort war er 1969/1970 und von 1990 bis 1995 stellvertretender Fraktionsvorsitzender sowie von 1985 bis 1990 Vizepräsident des Landtages. Von 1970 bis 1979 war er Minister für Wirtschaft, Mittelstand und Verkehr in Nordrhein-Westfalen. In seiner Verantwortung erfolgte die Planung für den 3. Interkontinentalen Flughafen (3IF) in NRW. Als Wirtschaftsminister verantwortete er das 1979 entstandene Aktionsprogramm Ruhr des Kabinetts Rau I mit. Während der Ölpreiskrise 1973/74 versuchte er durch ein Technologieprogramm Energie (TPE) den Strukturwandel in NRW mit einer eigenständigen Energie- und Technologiepolitik zu verknüpfen. Das Energieprogramm umfasste vor allem eine langfristig angelegte und systematisch konzipierte Verbindung von Kernenergie und fossilen Brennstoffen. Von 1980 bis 1983 war er Mitglied des Deutschen Bundestages.

### Ehrungen
Riemer wurde mit dem Großen Bundesverdienstkreuz mit Stern des Verdienstordens der Bundesrepublik Deutschland und dem Verdienstorden des Landes Nordrhein-Westfalen ausgezeichnet. Er war Ehrenmeister der Handwerkskammer Düsseldorf, Träger des Ehrenrings der Handwerkskammer Aachen und des Handwerkszeichens in Gold des Zentralverbandes des Deutschen Handwerks. Er erhielt die Senator-Lothar-Danner-Medaille und den Georg-Schulhoff-Preis sowie die Verdienstplakette in Gold des Sängerbundes Nordrhein-Westfalen, das Ehrenzeichen in Gold der Deutschen Verkehrswacht und die Goldene Ehrennadel der Arbeitsgemeinschaft deutscher Tierschutz.